# Ramphocelus
Ramphocelus là một chi chim trong họ Thraupidae.